# گاما-گلوتامیل‌متیل‌آمید
گاما-گلوتامیل‌متیل‌آمید (به انگلیسی: Gamma-Glutamylmethylamide) با فرمول شیمیایی C۶H۱۲N۲O۳ یک ترکیب شیمیایی با شناسه پاب‌کم ۴۳۹۹۲۵ است. 